# Kanton Viriat
Kanton Viriat (fr. Canton de Viriat) byl francouzský kanton v departementu Ain v regionu Rhône-Alpes. Skládal se ze šesti obcí. Zrušen byl po reformě kantonů 2014.

## Obce kantonu
- Buellas
- Montcet
- Polliat
- Saint-Denis-lès-Bourg
- Vandeins
- Viriat